# Hypodryas diabolus
Hypodryas diabolus är en fjärilsart som beskrevs av Karl Schawerda 1923. Hypodryas diabolus ingår i släktet Hypodryas och familjen praktfjärilar. Inga underarter finns listade i Catalogue of Life.